# 山口家住宅 (堺市)
山口家住宅（やまぐちけじゅうたく）は、大阪府堺市堺区に所在する歴史的建築物。国の重要文化財に指定されている。

## 概要
1615年 (慶応20年) の大坂夏の陣の戦火により市街地が全焼した以後に主屋が建てられた。内部には広い土間があり、土間に面して畳の部屋が３室ある。1689年 (元禄2年) に描かれた「堺大絵図」では山口家の屋号・越前屋を冠する「越前屋久右衛門」と記載されている。1775年 (安永4年) に西土蔵、1800年 (寛政12年) に北土蔵を増改築。2007年 (平成19年) より整備が進められ、2009年より「堺市立町家歴史館」として公開されている。主屋では打刃物、線香、和晒、緞通等の伝統産業が紹介されている。北側には樹齢約200年の大ハゼノキがあり、主屋から確認できる。

## 文化財
主屋は桁行13.8m、梁間9.4m、一部二階建、切妻造、本瓦葺き。東面・南面側に庇付。1966年 (昭和41年) 6月11日、重要文化財に指定された。

## 現地情報

### 所在地
- 大阪府堺市堺区錦之町東1丁2-31

### 営業
- 休館日 – 火曜日（ただし祝日の場合は翌日）、年末年始
- 開館時間 – 午前10時から午後5時
- 入館料 – 200円。中学生以下、堺市内に居住する65歳以上、障がい者とその介護者は無料。

### 交通アクセス
- 阪堺電気軌道阪堺線綾ノ町停留場より徒歩3分
- 南海高野線堺東駅よりバス・住之江公園駅前行で綾ノ町停留場前下車

### 周辺施設
- 清学院, 旧十八屋 – 登録有形文化財
- 菅原神社 – 楼門は大阪府指定有形文化財
- 本願寺堺別院 - 堺市指定有形文化財
- 妙国寺 – 庭園は堺市指定名勝